# Дальбор, Эдмунд
Эдмунд Дальбор (пол. Edmund Dalbor; 30 октября 1869, Острув-Велькопольский, Германская империя — 13 февраля 1926, Познань, Польша) — польский кардинал. Архиепископ Гнезно-Познани и примас Польши с 30 июня 1915 по 13 февраля 1926. Кардинал-священник с 15 декабря 1919, с титулом церкви Сан-Джованни-а-Порта-Латина с 18 декабря 1919.